# 緑が丘 (金沢市)
緑が丘（みどりがおか）は、石川県金沢市の町名。丁目を持たない単独町名であり、全域で住居表示実施済み。郵便番号は921-8117。

## 概要
緑が丘は、泉野出町1丁目、若草町、長坂1丁目、泉野町5丁目に囲まれている。

## 歴史
当地には大日本帝国陸軍第9師団野村練兵場が所在した。その払い下げに伴い宅地化した。

### 町名の由来
隣接する若草町の名前に関連させて命名された。

### 沿革
- 1963年（昭和38年）6月1日 - 住居表示実施により、長坂町・泉野町・泉野出町の各一部をもって成立[2]。

### 人口の変遷
国勢調査による人口の推移
| 1995年（平成7年）  | 1,662人 | [ WEB 4 ] |  |
| 2000年（平成12年） | 1,655人 | [ WEB 5 ] |  |
| 2005年（平成17年） | 1,626人 | [ WEB 6 ] |  |
| 2010年（平成22年） | 1,464人 | [ WEB 7 ] |  |
| 2015年（平成27年） | 1,487人 | [ WEB 8 ] |  |

### 世帯数の変遷
国勢調査による世帯数の推移
| 1995年（平成7年）  | 571世帯 | [ WEB 4 ] |  |
| 2000年（平成12年） | 570世帯 | [ WEB 5 ] |  |
| 2005年（平成17年） | 566世帯 | [ WEB 6 ] |  |
| 2010年（平成22年） | 527世帯 | [ WEB 7 ] |  |
| 2015年（平成27年） | 553世帯 | [ WEB 8 ] |  |

## 小中学校の学区
市立小学校に通う場合は泉野小学校に、市立中学校に通う場合は野田中学校に通うことになる。

## 施設
- 石川県立金沢二水高等学校[1]
- 金沢市立泉野小学校[1]
- みどりが丘保育園
- 緑が丘小公園

## 交通

### バス
- 北鉄バス（北陸鉄道・北鉄金沢バス・北鉄白山バス）　松任中奥線、市立病院線ほか　二水高校前バス停

### WEB
1. 1 2  “郵便番号”.  日本郵便. 2019年10月4日閲覧。
2. ↑  “市外局番の一覧”.   総務省. 2019年10月4日閲覧。
3. ↑  “住居表示地区一覧”.   金沢市 (2019年5月1日). 2019年10月4日閲覧。
4. 1 2  総務省統計局 (2014年3月28日). “平成7年国勢調査の調査結果(e-Stat) - 男女別人口及び世帯数 －町丁・字等” (CSV). 2019年8月28日閲覧。
5. 1 2  総務省統計局 (2014年5月30日). “平成12年国勢調査の調査結果(e-Stat) - 男女別人口及び世帯数 －町丁・字等” (CSV). 2019年8月28日閲覧。
6. 1 2  総務省統計局 (2014年6月27日). “平成17年国勢調査の調査結果(e-Stat) - 男女別人口及び世帯数 －町丁・字等” (CSV). 2019年8月28日閲覧。
7. 1 2  総務省統計局 (2012年1月20日). “平成22年国勢調査の調査結果(e-Stat) - 男女別人口及び世帯数 －町丁・字等” (CSV). 2019年8月28日閲覧。
8. 1 2  総務省統計局 (2017年1月27日). “平成27年国勢調査の調査結果(e-Stat) - 男女別人口及び世帯数 －町丁・字等” (CSV). 2019年8月28日閲覧。
9. ↑  “金沢市立小学校児童通学区域”.   金沢市. 2019年8月19日閲覧。
10. ↑  “金沢市立中学校生徒通学区域”.   金沢市. 2019年8月19日閲覧。

### 書籍
1. 1 2 3 4 5  「角川日本地名大辞典」編纂委員会 1981, p. 1017.
2. ↑  『官報』号外第70号、昭和40年6月15日「自治省告示第91号」